# Baronía de la Linde
El título nobiliario de baronía de la Linde fue concedido por el rey de España Carlos III por real cédula del 29 de mayo de 1768 a favor de Manuel Antonio de Terán Álvaro de los Ríos Bustamante y Quevedo, intendente del ejército y Principado de Cataluña.

## Barones de la Linde

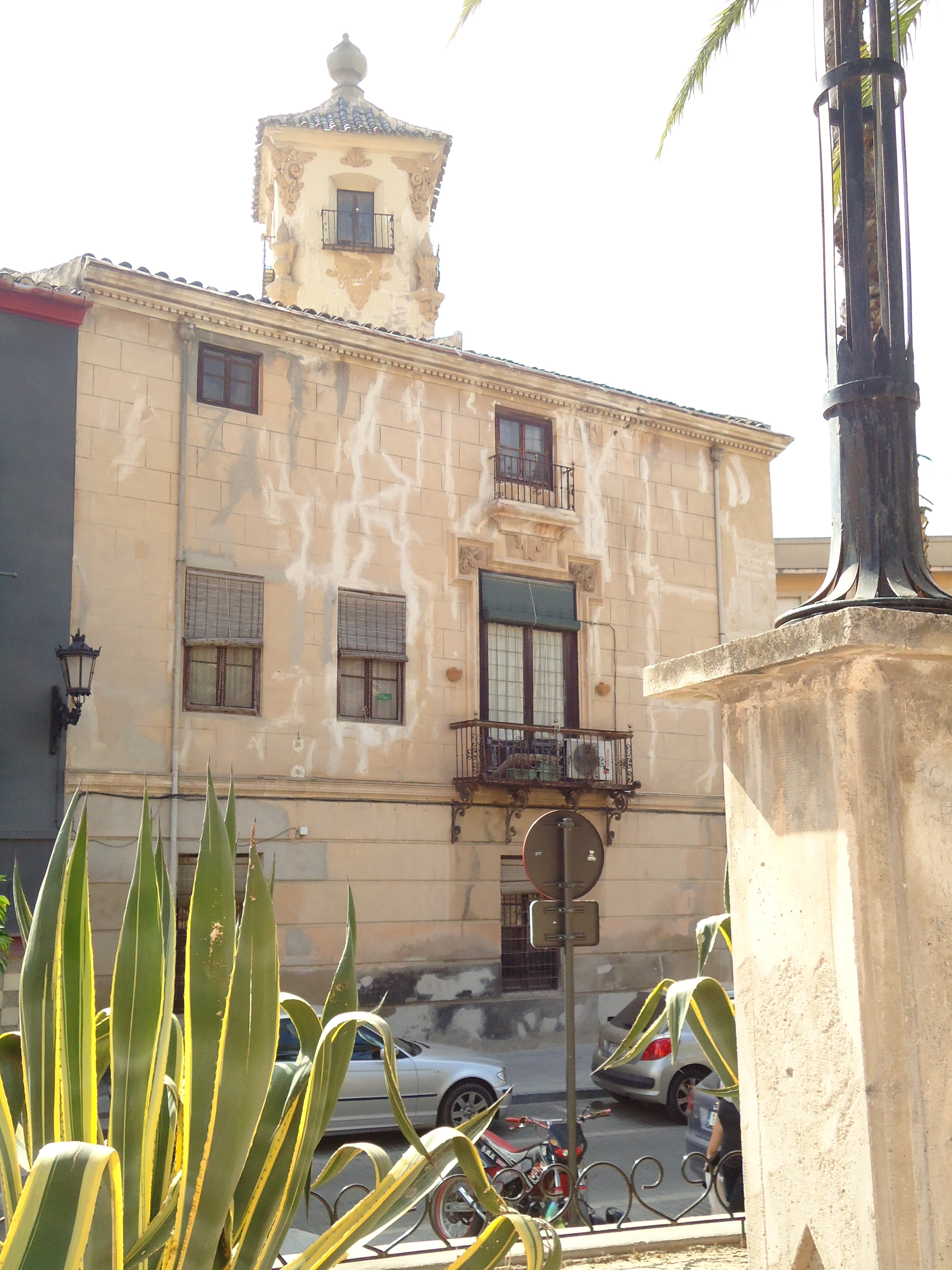
Palacete del Barón de la Linde en Orihuela

|                                | Titular                                                         | Periodo                        |
| Creación por el rey Carlos III | Creación por el rey Carlos III                                  | Creación por el rey Carlos III |
| ------------------------------ | --------------------------------------------------------------- | ------------------------------ |
| I                              | Manuel Antonio de Terán Álvaro de los Ríos Bustamante y Quevedo | (1768-1793)                    |
| II                             | Eulalia Francisca de Terán y Sánchez del Castellar              | (1793-1827)                    |
| III                            | Luis Amat de Castellbell y Mauleón y de Terán                   | (1827-1837)                    |
| IV                             | Juana Amat de Castellbell y Mauleón y de Terán                  | (1837-1834)                    |
| V                              | Francisco Sánchez-Muñoz y Amat de Terán                         | (1837-1843)                    |
| VI                             | Enrique Sánchez-Muñoz y Bassiero                                | (1865-1892)                    |
| VII                            | Antonio María de Piniés y Sánchez-Muñoz                         | (1893-1952)                    |
| VIII                           | María Luisa de Piniés y Almunia                                 | (1952-2013)                    |
| IX                             | Antonio María Pascual de Riquelme y Piniés                      | (2015-2019)                    |
| X                              | Antonio Eduardo Pascual de Riquelme Benavent de Barberá         | (2019-actualidad)              |

## Linajes
Desde la creación de la Baronía de la Linde en 1768 hasta nuestros días, cinco linajes han sido propietarios de este feudo, portando el título de nobleza de barón de la Linde. 
- Casa de Terán (1768-1827)
- Casa de Amat (1827-1837)
- Casa de Sánchez-Muñoz (1837-1892)
- Casa de Piniés (1897-2013)
- Casa de Pascual de Riquelme (2015-actualidad)